# Баллинколлиг
Баллинколлиг (англ. Ballincollig; ирл. Baile an Chollaigh) — город-спутник в Ирландии, находится в графстве Корк (провинция Манстер).
Население — 16 308 человек (по переписи 2006 года).
Обсуждались планы постройки метрополитена для обслуживания растущих нужд города. Железнодорожная станция была открыта 12 мая 1866, закрыта для перевозки пассажиров 10 марта 1947 года и окончательно закрыта 1 июля 1935 года.